# (4493) Naitomitsu
(4493) Naitomitsu ist ein Hauptgürtelasteroid, der am 14. Oktober 1988 von Takuo Kojima am Observatorium in Chiyoda entdeckt wurde.
Der Asteroid wurde nach Mitsu Naito, der Mutter der japanischen Astronautin Chiaki Mukai, benannt.